# 高原香薷
高原香薷为唇形科香薷属下的一个种。

### 變型
- 高原香薷異葉變型（學名：Elsholtzia feddei f. heterophylla）
- 高原香薷疏苞變型（學名：Elsholtzia feddei f. remotibracteata）
- 高原香薷粗壯變型（學名：Elsholtzia feddei f. robusta）

## 扩展阅读
維基物種上的相關：高原香薷